# Revúcka dolina
Revúcka dolina (česky Revúcké údolí) odděluje Velkou Fatru od Nízkých Tater. 
Údolím protéká říčka Revúca a je významná z hlediska dopravy, protože její dolní částí prochází silnice I. třídy I/59. V jejím závěru se nachází město Ružomberok, ve střední části obec Liptovská Osada a v horní Liptovské Revúce. Horní částí prochází silnice III. třídy přes sedlo Veľký Šturec do Motyček.

## Ústí do ní
- Suchá dolina
- Zelená dolina
- Teplá dolina
- Skalné
- Korytnická dolina
- Lúžňanská dolina